# Liac
Liac é uma comuna francesa na região administrativa de Occitânia, no departamento dos Altos Pirenéus. Estende-se por uma área de 4,17 km². Em 2010 a comuna tinha 197 habitantes (densidade: 47,2 hab./km²).